# Awigdor Mermelstein
Awigdor Mermelstein (ur. 1851 w Borysławiu, zm. 1925 w Bielsku) – syjonista oraz popularyzator i nauczyciel języka nowohebrajskiego.
W młodości działał w reformatorskim ruchu żydowskim Haskala. W tym czasie odbywał liczne podróże, m.in. do Indii i Palestyny.
Był autorem wydawanego w Przemyślu dwutygodnika Hao'ohew ammo w'erez moladto – Przyjaciel Narodu i Ojczyzny, który był poprzednikiem lwowskiej gazety Hamazkir – Ojczyzna wydawanej przez Żydów o nastawieniu proasymilatorskim. Przez wiele lat był przewodniczącym Stowarzyszenia Hebrajskiego „Safa Berura” w Przemyślu, gdzie założył pierwszą w Galicji szkołę nowożytnego języka hebrajskiego.
Ostatnie lata życia spędził w Bielsku, zajmując się drobnym handlem, a także będąc nauczycielem. Został pochowany na bielskim cmentarzu żydowskim.